# Persaios (Bildhauer)
Persaios (altgriechisch Περσαῖος) war ein griechischer Bildhauer aus Athen, der in der ersten Hälfte des 3. Jahrhunderts v. Chr. tätig war.
Er ist von einer Weihinschrift bekannt, die sich auf der Basis einer Statue des Agonotheten Theophanes fand. Ausweislich der Inschrift wurde die Statue von Theophanes’ Sohn Dioskurides zu Ehren des Dionysos Eleutheros gestiftet. Neben Persaios wird auf der Inschrift als Bildhauer der Statue Heortios genannt. Die Basis aus bläulichem Marmor wurde zu römischer Zeit im östlichen Paraskenion des Dionysostheaters auf der athenischen Akropolis verbaut, die Inschrift war durch die Verbauung der Quader nicht sichtbar.
Sowohl der Name Persaios als auch der Name Heortios sind selten bezeugt und nur im 3. Jahrhundert v. Chr. anzutreffen, wohin auch die Form der Inschrift datiert werden kann. Der Name des Agonotheten Theophanes findet sich auf zwei weiteren Inschriften, die auch den Namen des amtierenden Archons von Athen Sosistrates aufführen. Da Sosistrates in der ersten Hälfte des 3. Jahrhunderts v. Chr. amtierte, gilt die Entstehungszeit der Statue dadurch als sicher.